# گو وو (آریزونا)
گو وو (به انگلیسی: Gu Vo) یک منطقهٔ مسکونی در ایالات متحده آمریکا است که در آریزونا واقع شده‌است. گو وو ۶۵۴ متر بالاتر از سطح دریا واقع شده‌است.